# نوفالوجك
نوفا لوجك (بالإنجليزية: NovaLogic)‏ وهي شركة مطورة للسوفتوير تأسست في سنة 1985 ومركزها في كالاباساس، لوس أنجليس، كاليفورنيا في الولايات المتحدة وقد أسسها جون غارسيا. والذي كان مهندس حاسوب في كاليفورنيا.
وقد عملت الشركة في مجال إلكترونيك آرتس

## وصلات خارجية
- NovaLogic's Online Gaming Site
- listing of NovaLogic titles
- Official Novalogic Community Site
- Official Novalogic Tournament Site
- Anti-Cheat Software For Novalogic Game Delta Force: Black Hawk Down